# Iso Vaisko
Iso Vaisko är en sjö i kommunen Kemijärvi i landskapet Lappland i Finland. Arean är 36 hektar och strandlinjen är 2,62 kilometer lång. Sjön  ingår i Kemi älvs huvudavrinningsområde.   Den ligger omkring 88 kilometer nordöst om Rovaniemi och omkring 760 kilometer norr om Helsingfors. 